# Le Corbusier
Le Corbusier, pseudonym för Charles-Édouard Jeanneret, född 6 oktober 1887 i La Chaux-de-Fonds, kantonen Neuchâtel, Schweiz, död 27 augusti 1965 i Roquebrune-Cap-Martin nära Menton i Alpes-Maritimes i Frankrike, var en schweizisk-fransk självlärd arkitekt, konstnär och författare. 
Le Corbusier anses vara purismens och modernismens främste teoretiker och en av dess ledande stilskapare tillsammans med Ludwig Mies van der Rohe och Walter Gropius. Le Corbusier har bland annat ritat en utopisk stadsplan för Paris, bostadshöghus i Marseille samt regeringsbyggnader och stadsplan i Chandigarh, Indien. År 1923 formulerade Le Corbusier en normativ arkitekturteori i Vers une architecture.

## Biografi

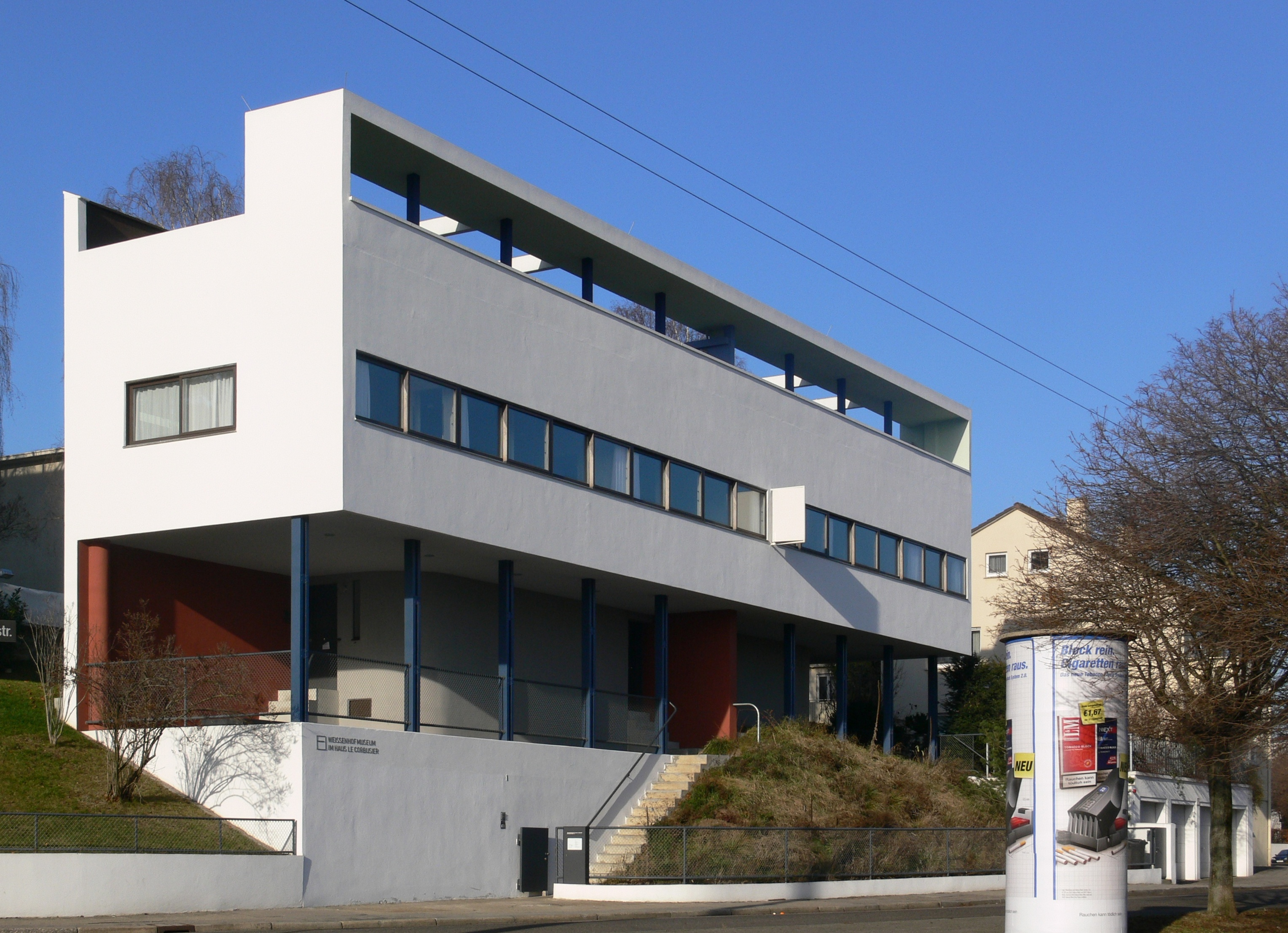
Parhus av Le Corbusier och Pierre Jeanneret i Weissenhofsiedlung i Stuttgart, Tyskland (1927).

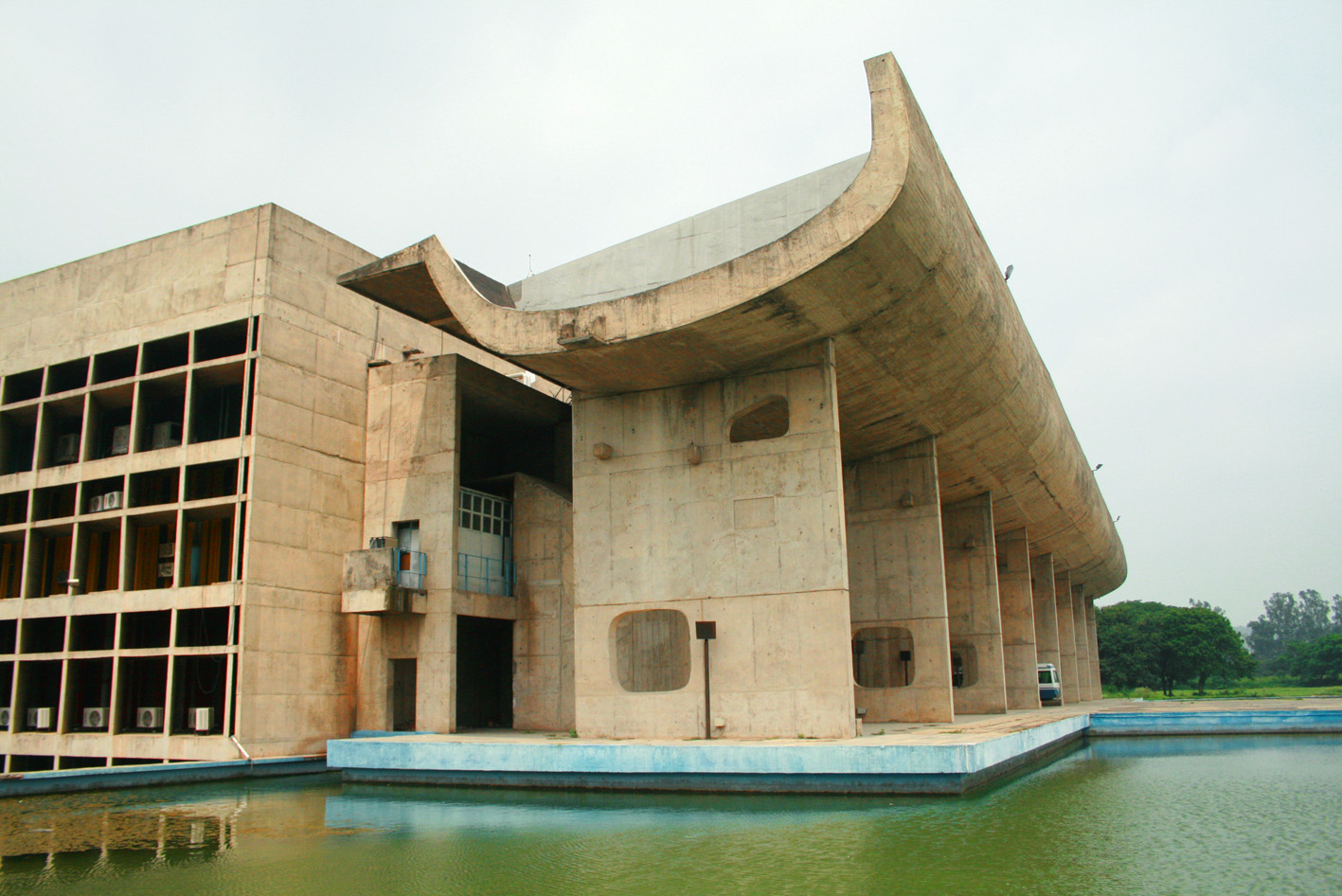
Palace of Assembly, Chandigarh.

Le Corbusiers far arbetade i urindustrin i La Chaux-de-Fonds och hade egen verkstad. Hans mor var musiker. 1900 började han en utbildning till gravör på konstskolan École d’Art i La Chaux-de-Fonds. Under läraren Charles L'Éplattenier kom han att intressera sig för måleri och arkitektur. Vid denna tid inspirerades han av arts and crafts-rörelsen och art nouveau. År 1905 gjorde han sitt första arkitektuppdrag då han formgav ett hus för en lärare vid konstskolan. År 1907 genomförde han en studieresa till Milano, Florens, Siena, Bologna, Padua och Venedig och därefter Budapest och Wien. I Wien stannade han ett halvår hos arkitekten Josef Hoffmann, en av företrädarna för secessionen. 
År 1908 kom han för första gången till Paris och besökte arkitekter och konstnärer som Frantz Jourdain, Charles Plumet, Henri Sauvage och Eugène Grasset. Under 15 månader arbetade han i August Perrets byrå. Han besökte även Tony Garnier i Lyon. År 1910 följde en period i Tyskland där han bland annat besökte Heinrich Tessenow och Peter Behrens. Le Corbusier flyttade till Paris 1916, där han 1920 antog pseudonymen 'Le Corbusier', en omskrivning av morfaderns släktnamn 'Lecorbésier'. År 1922 öppnade han tillsammans med sin kusin Pierre Jeanneret en studio på Rue de Sèvres. Le Corbusier och Pierre Jeanneret skapade tillsammans många privatbostäder runt Paris.
Le Corbusier var en av CIAM:s (Congrès Internationaux d'Architecture Moderne) förgrundsgestalter och främsta drivkrafter. Det mest kända resultatet av CIAM var ett manifest som kallas Charte d'Athenes där huvudtankarna främst var Le Corbusiers. Manifestet handlar om den funktionella staden, vilken enligt Charte d'Athenes skulle vara zonerad, det vill säga uppdelad i olika zoner för olika funktioner: boende, rekreation, arbete, transport (och historisk bebyggelse). Bostadshusen skulle vara höga, fristående och glest placerade i ett parklandskap. 
Le Corbusier deltog 1933 i en tävling för omplaneringen av Nedre Norrmalm i Stockholm, men hans förslag vann inte. Han nämner även i boken Vår bostad, originaltitel La maison des hommes, från 1936, hur han vill bygga om Stockholm och flera andra städer, till en stad för människan. Under andra världskriget knöt Le Corbusier kontakter med Pétain-regeringen i Vichy-Frankrike. Under denna period utvecklade han även sin proportionslära Modulor. 
År 1951 utsågs han till rådgivare för planeringen av den indiska delstaten Punjabs nya huvudstad Chandigarh. Fram till 1952 skapade han en stadsplan och tog fram regeringsbyggnader där justitiepalatset, kanslibyggnaden och parlamentsbyggnaden byggdes och färdigställdes fram till 1961. År 1952 stod den första Unité d'Habitation klar i Marseille och följande år följde ytterligare fyra byggnader enligt samma koncept i Nantes, Firminy-Vert, Briey-en-Fôret och Berlin.
Pilgrimskyrkan Notre Dame du Haut på en bergstopp nära Ronchamp i mellersta Frankrike trotsar alla geometriska och rationella principer Le Corbusier hade hyllat i sina tidigare arbeten. Trots att han förnekade att han hade haft någon speciell religiös inspiration, väcker denna lilla byggnad i rikt mått tanken på mening och går utöver arkitektonisk symbolik för att antyda ett nytt arkitektoniskt metaforiskt språk. 
En del av hans möbler tillverkas idag på licens av Cassina S.p.A. i Milano.
Han är begravd i Roquebrune-Cap-Martin.
Le Corbusier var tidigare porträtterad på den schweiziska 10-francsedeln. På grund av arkitektens antisemitism och hängivna stöd till Vichyregimen har man dock valt att inte trycka om de sedlar där man tidigare haft hans bild.

## Arkitekturteori
Le Corbusier hävdade, att hus var machines à habiter, "maskiner att bo i". Han menade liksom de ryska konstruktivisterna och de tyska Bauhausarkitekterna att maskinen var något helt och hållet fördelaktigt. Le Corbusier ansåg att ett hus borde uppfattas, konstrueras och produceras på samma rationella sätt som bilar och flygplan, och att traditionella, irrationellt planerade och konstruerade hus helt enkelt svek löftet om den nya tidsålder och det angenäma liv för alla som maskinen kunde medföra.

## Byggnadsverk i urval
- Villa Jeanneret-Perret, La Chaux-de-Fonds, 1912
- Villa Savoye, Poissy-sur-Seine, Frankrike, 1928-30
- Unité d'Habitation, bostadshöghus i Marseille, Frankrike, 1947-52
- Usine Claude et Duval Saint-Dié-des-Vosges, Frankrike
- Notre Dame du Haut, Ronchamp, Frankrike, 1950-54
- Unité d'Habitation vid Olympiastadion i Berlin 1957 (Interbau)
- Regeringsbyggnader och stadsplan i Chandigarh, Indien, 1952-59
- Klostret Sainte Marie de La Tourette, l'Arbresle nära Lyon, Frankrike 1956-60
- Carpenter Visual Arts Center, vid Harvarduniversitetet, Cambridge, Massachusetts, 1961

- Le Corbusier är representerad vid bland annat Nationalmuseum[2].

## Fotogalleri

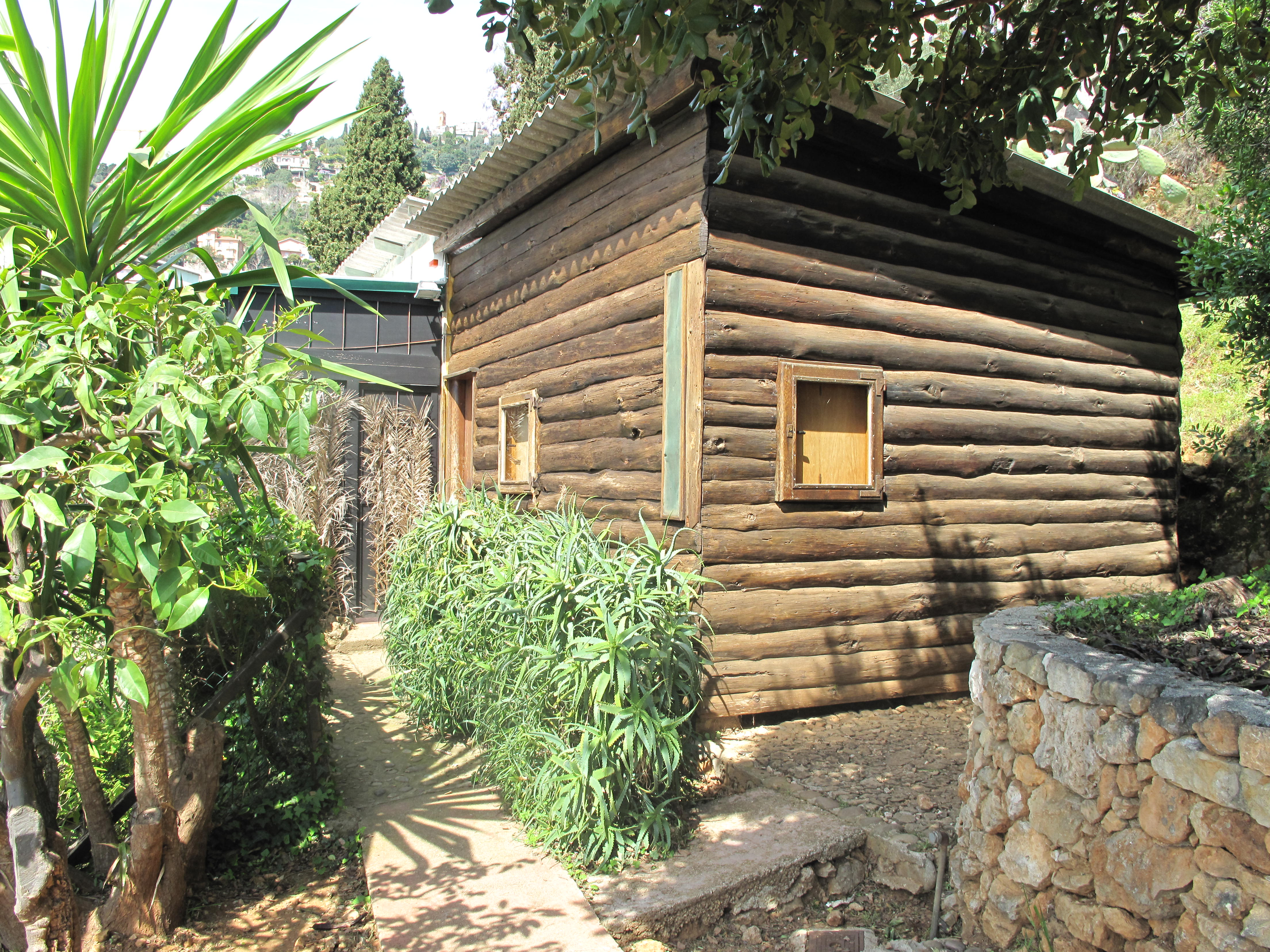
Le Cabanon i Roquebrune-Cap-Martin, det enda huset av Le Corbusier för eget bruk.
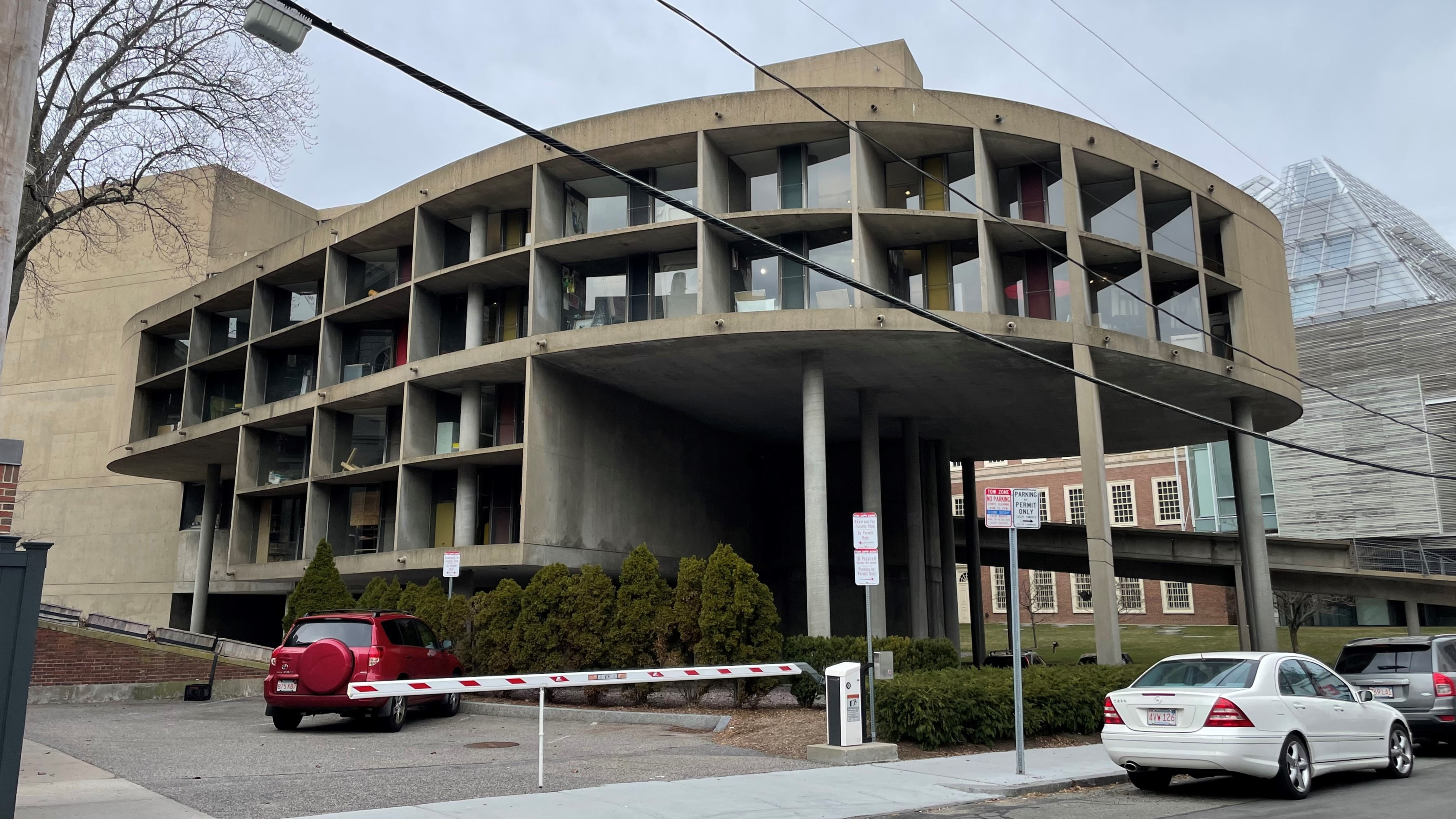
Carpenter Center vid Harvard University.
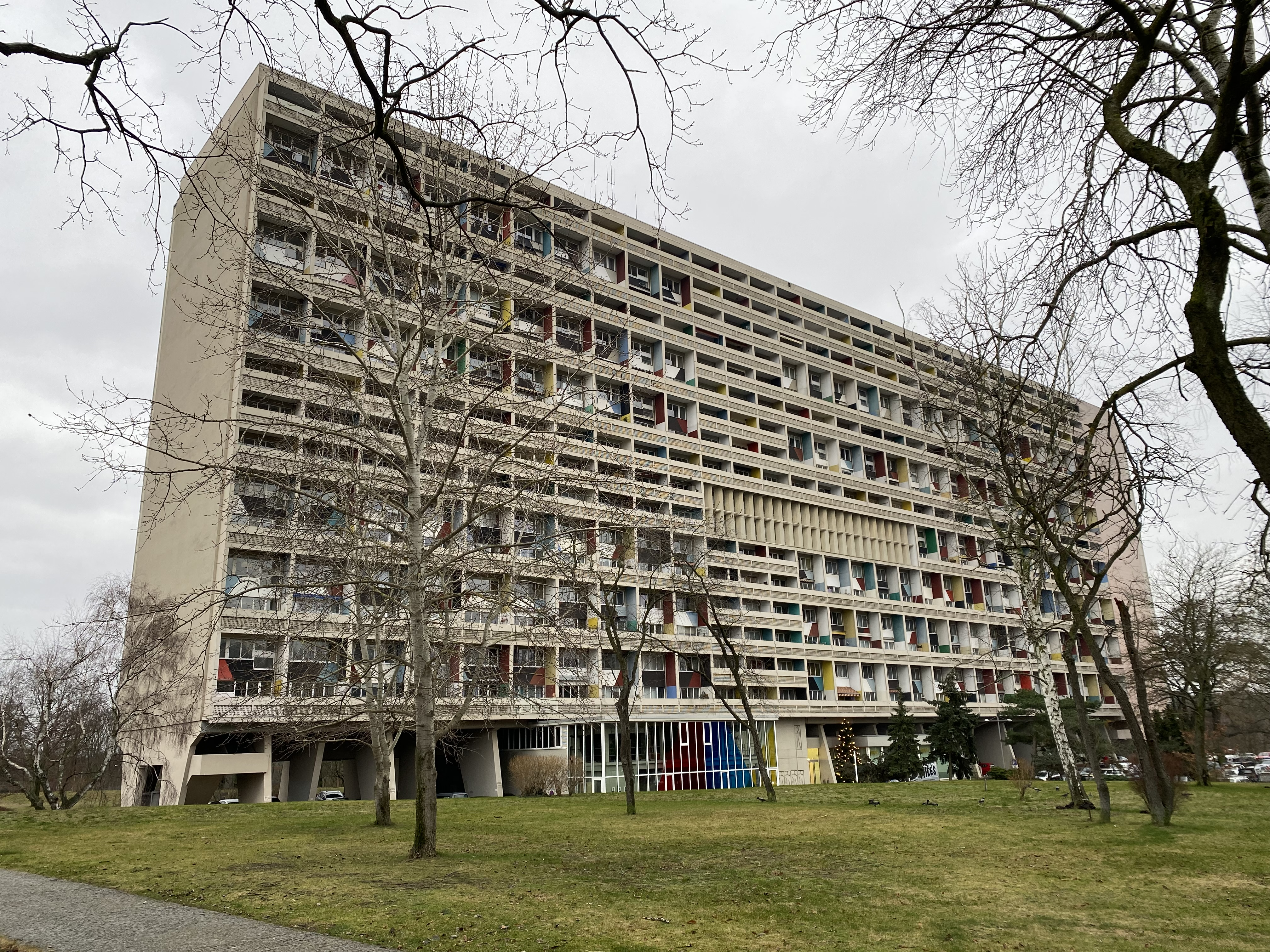
L'Unité d'habitation de Berlin även kallat Corbusierhaus i Berlin.
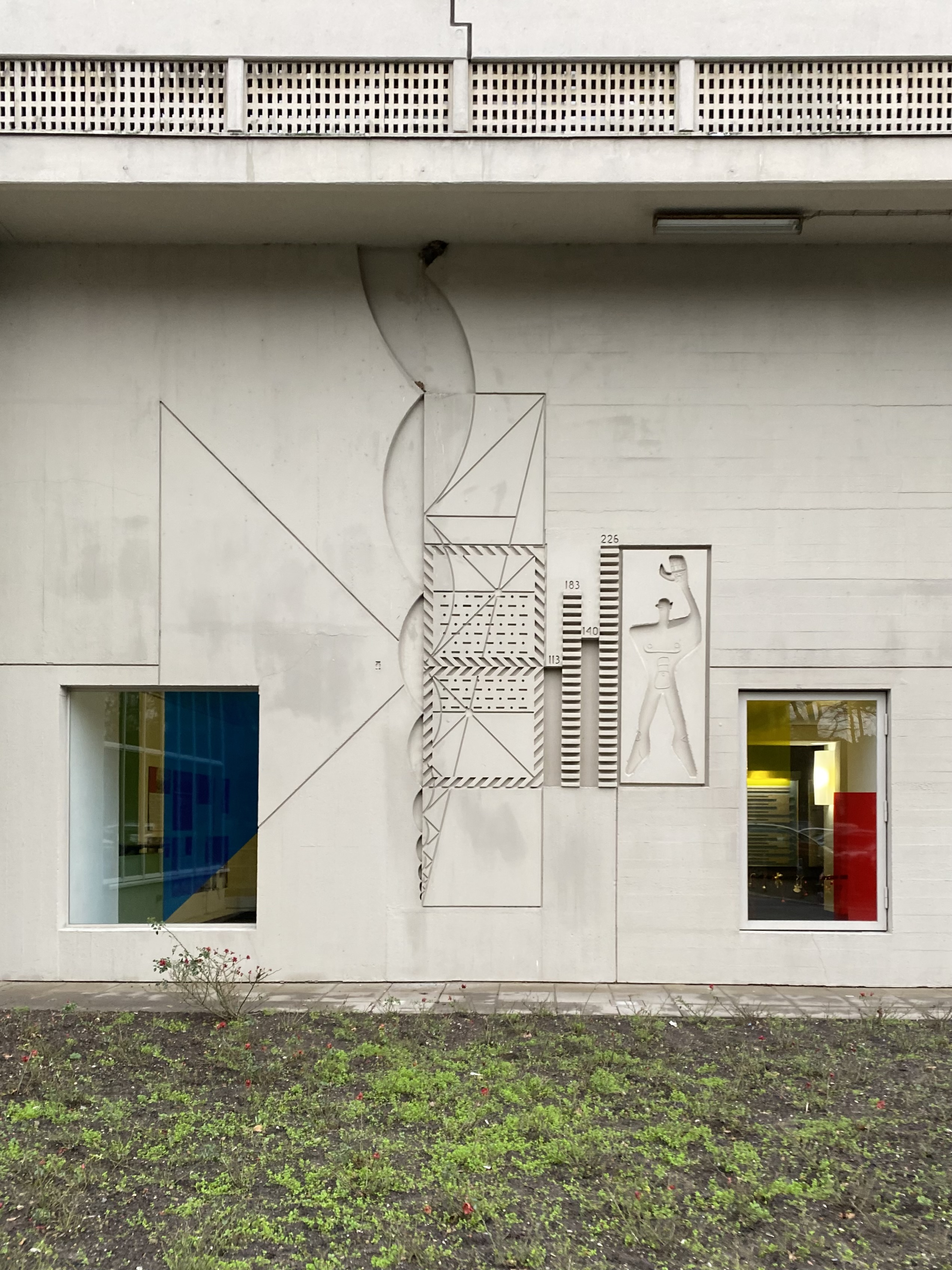
En detalj av fasaden på Corbusierhaus i Berlin.